# William Lawrence Bragg
William Lawrence Bragg, CH OBE MC FRS (Adelaide, 31 de março de 1890 — Ipswich, 1 de julho de 1971) foi um físico australiano.

## Vida
Bragg nasceu em North Adelaide, sul da Austrália. Ele demonstrou um interesse precoce em ciências e matemática. Seu pai, William Henry Bragg, era Professor de Matemática e Física na Universidade de Adelaide. Pouco depois de começar a escola aos 5 anos, William Lawrence Bragg caiu de seu triciclo e quebrou o braço. Seu pai, que tinha lido sobre os experimentos de Röntgen na Europa e estava realizando seus próprios experimentos, utilizou os recém-descobertos raios-X e seu equipamento experimental para examinar o braço quebrado. Este é o primeiro registro gravado de uma cirúrgica de raios-X, na Austrália.

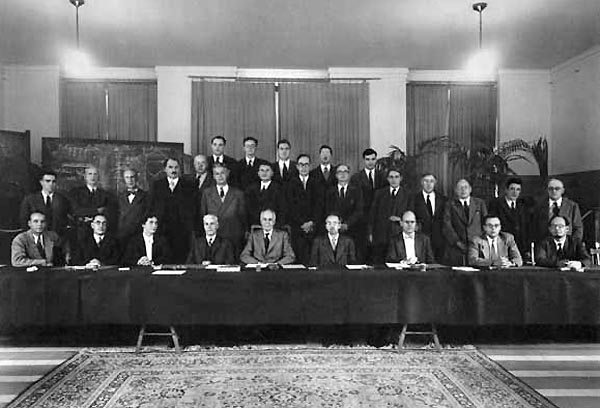
Conferência de Solvay sobre física em Bruxelas, 1951. Da esquerda para a direita, sentados: Crussaro, Norman Percy Allen, Yvette Cauchois, Borelius, William Lawrence Bragg, Christian Møller, Sietz, John Herbert Hollomon, Frank; fila do meio: Gerhart Rathenau,^{(nl)} Koster, Erik Rudberg,^{(sv)}, Flamache, Goche, Groven, Egon Orowan, Jan Burgers, William Bradford Shockley, André Guinier, C.S. Smith, Ulrich Dehlinger, Laval, Émile Henriot; fila superior: Gaspart, Lomer, Alan Cottrell, Georges Homes, Hubert Curien

Recebeu em 1915, juntamente com seu pai William Henry Bragg, o Nobel de Física, por trabalhos na análise da estrutura cristalina através da difração de raios-X. É, até a data, a pessoa mais jovem a ter sido contemplada com um prêmio Nobel de Física: tinha, na época, apenas 25 anos de idade.
Participou da 2ª, 3ª, 4ª e 5ª Conferência de Solvay, e foi presidente das conferências 8ª a 12ª.
Foi Professor Cavendish de Física, de 1938 a 1953. Recebeu o Doutoramento Honoris Causa da Universidade de Lisboa em 1945.